# 정동빈
정동빈(鄭東彬, 1946년 12월 1일 ~ )은 대한민국의 언어학자이다.
충청남도 서산 출신으로 중앙대학교 사범대학 외국어교육과를 졸업하고, 동대학원에서 석사학위를 취득하였으며, 1984년, 미국 위치타 주립 대학교에서 '영어발화속도에따른 한국어 청자의 청각 이해 능력에 관한 연구(The effect of time-expanded and time-compressed English and Korean passages upon aduditory comprehension by adult Korean listeners)'라는 논문으로 박사학위를 취득하였다.
현재 한국영어언어과학학회 회장이며, 중앙대학교 외국어대학 영어학과 교수로 재직중이다.

## 저서
- 초등영어문자지도 (2008)
- 어린이영어문자지도  (2008)
- 똑 소리 나는 우리 아이 영어, 3살부터 시작하자(정동빈 교수의 조기영어교육 프로젝트) (2007)
- 어린이 영어 발달 지도 (2005)
- NEW POWER TOEIC (2007)
- 유아영어 놀이지도  (2004)
- 누구나 영어 영재의 부모가 될 수 있다  (2003)
- TOEIC REVOLUTION (2002)
- Second Language Acquisition In Childhood(어린이 언어습득론) (2002)
- 유아영어 의사소통 교육론 (2002)
- 영어교육 어떻게 할 것인가 (2000)
- 멀티미디어 영어교육 (2000)
- 영어교육의 새출발 (2000)
- English Teaching And Learning (2000)
- Classroom English (2000)
- 현대영어학 (1999)
- 조기영어교육론 (1999)
- 실용영문법   (1998)
- 어린이 영어교육   (1997)
- 영어교육론 (공저) (1997)
- 영어학(그 역사 이론과 응용) (1996)
- 영문법   (1994)
- 언어발달지도 (1994)
- 영어형성과 발음 (1993)
- 영문법의 이해   (1993)
- 영어 문법의 이해  (1992)
- 언어습득론 (1990)